# Korczew (gemeente)
De gemeente Korczew is een landgemeente in het Poolse woiwodschap Mazovië, in powiat Siedlecki.
De zetel van de gemeente is in Korczew.
Op 30 juni 2004 telde de gemeente 3043 inwoners.

## Oppervlakte gegevens
In 2002 bedroeg de totale oppervlakte van gemeente Korczew 105,14 km², waarvan:
- agrarisch gebied: 67%
- bossen: 24%

De gemeente beslaat 6,56% van de totale oppervlakte van de powiat.

## Demografie
Stand op 30 juni 2004:
| Omschrijving                   | Totaal | Totaal | Vrouwen | Vrouwen | Mannen | Mannen |
| ------------------------------ | ------ | ------ | ------- | ------- | ------ | ------ |
| eenheid                        | aantal | %      | aantal  | %       | aantal | %      |
| inwoners                       | 3043   | 100    | 1516    | 49,8    | 1527   | 50,2   |
| bevolkingsdichtheid (inw./km²) | 28,9   | 28,9   | 14,4    | 14,4    | 14,5   | 14,5   |

In 2002 bedroeg het gemiddelde inkomen per inwoner 1318,66 zł.

## Administratieve plaatsen (sołectwo)
Bużyska, Czaple Górne, Drażniew, Góry, Knychówek, Korczew, Laskowice, Mogielnica, Nowy Bartków, Ruda, Starczewice, Stary Bartków, Szczeglacin, Tokary, Zaleś.
Zonder de status sołectwo : Józefin

## Aangrenzende gemeenten
Drohiczyn, Paprotnia, Platerów, Przesmyki, Repki